# Siriguleng
Siriguleng (chiń. 斯日古楞; ur. 16 maja 1980) – chiński zapaśnik w stylu wolnym. Olimpijczyk z Pekinu 2008, gdzie zajął trzynaste miejsce w kategorii 74 kg.
Czterokrotny uczestnik mistrzostw świata, czternasty w 2005. Czwarty na  igrzyskach azjatyckich w 2002; dwunasty w 2006. Zdobył trzy medale na mistrzostwach Azji; złoty w 2005; srebrny 2006; brązowy w 2005 roku.